# Etna (riu)

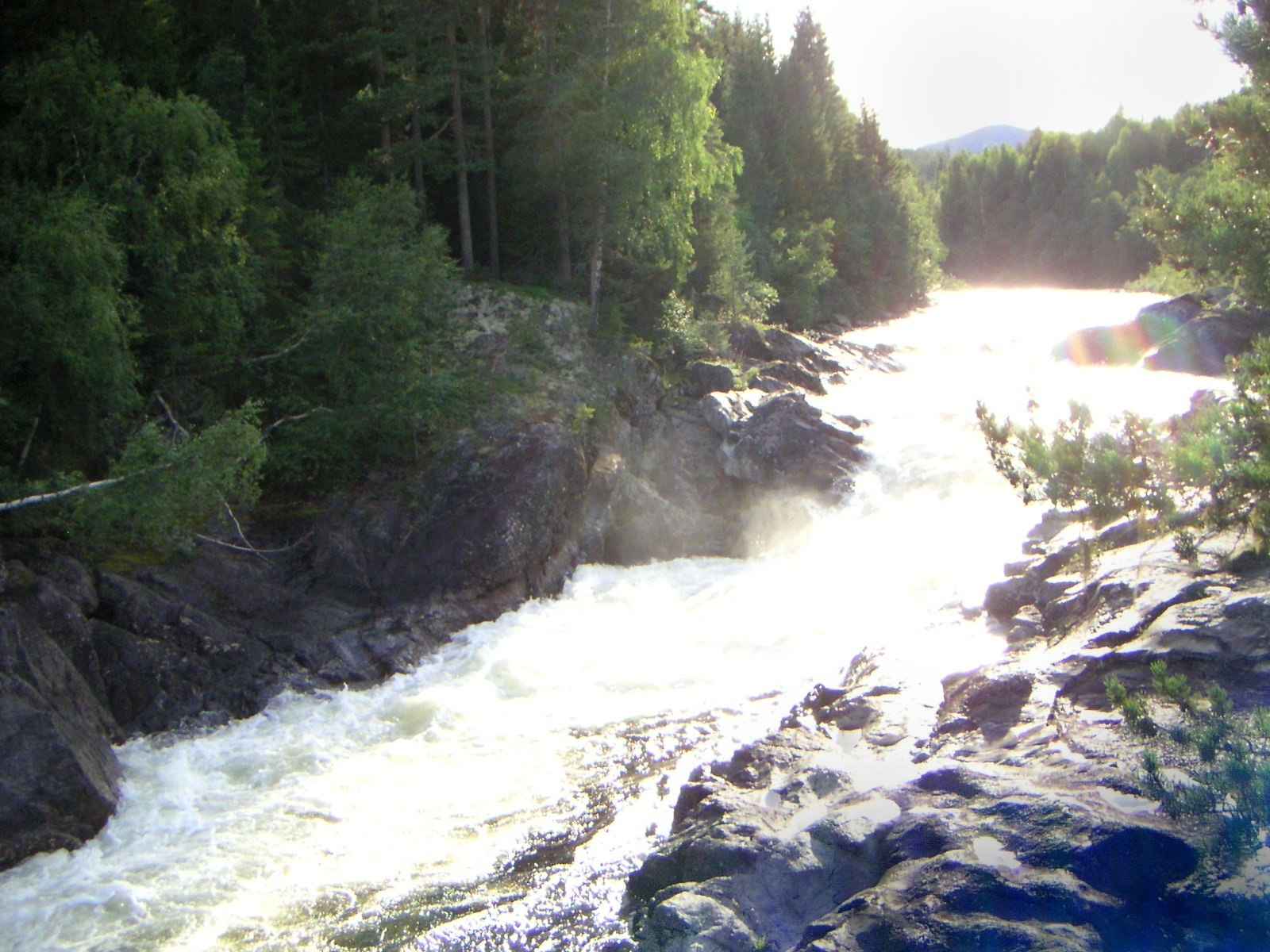
L'Etna una mica més amunt de les pintures de Møllerstufossen

L'Etna és un riu noruec que flueix a través dels municipis d'Etnedal i Nordre Land, al comtat d'Oppland. Desemboca al Randsfjorden.